# 法華寺

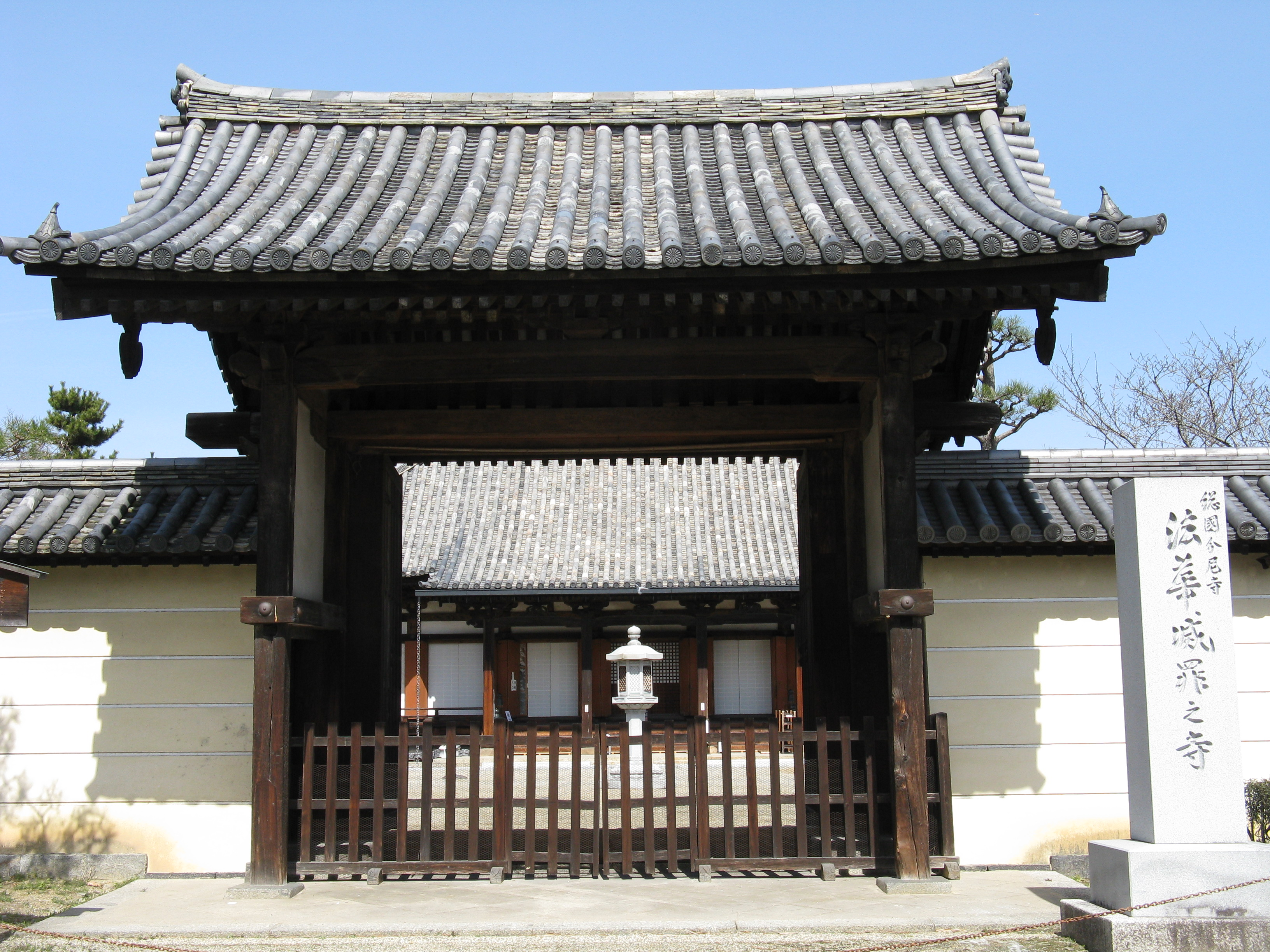
南門

法華寺（ほっけじ）は、奈良県奈良市法華寺町にある光明宗の本山の寺院。山号はなし。本尊は十一面観音。開基は光明皇后である。奈良時代には日本の総国分尼寺とされた。元は真言律宗に属したが、1999年（平成11年）に同宗を離脱し、光明宗と称する。

## 歴史
藤原不比等の邸宅跡に造られた光明皇后ゆかりの門跡尼寺として知られる（門跡寺院とは、皇族、貴族の子女などが住職となる格式の高い寺院の称）。東大寺が全国の総国分寺であったのに対し、法華寺は総国分尼寺と位置づけられ、正式には法華滅罪之寺（ほっけめつざいのてら）と称した。法華寺の地にはもと藤原不比等の邸宅があり、不比等の没後、娘の光明子、すなわち光明皇后がこれを相続して皇后宮とした。天平17年（745年）5月、皇后宮を宮寺としたのが法華寺の始まりである（『続日本紀』）。この宮寺を「法華寺」と称したことが文書で確認できるのは、2年後の天平19年（747年）からである。
聖武天皇は天平13年（741年）2月14日、国分寺・国分尼寺建立の詔を発した（詔の日付は『類聚三代格』による）。法華寺は、この詔に基づいて建立整備された国分尼寺である。ただし、前述のように、法華寺の前身である皇后宮を宮寺としたのは4年後の天平17年（745年）5月のことであり、国分尼寺を意味する「法華寺」の寺号の使用が確認できるのは、天平19年（747年）正月の「法華寺政所牒」（正倉院文書）が初見である。国分寺・国分尼寺建立の詔が発せられてからの数年間、大和国の国分尼寺は存在しなかったのか、存在したとしたらどこにあったのかなど、創建経緯の細部については不明な点が多い。福山敏男は、天平16年（744年）6月8日付けの「金光明寺写経所文書」（正倉院文書）に「法花寺」という寺名が見えることに着目し、現・法華寺の創建以前に別の場所に「法花寺」すなわち国分尼寺が存在したこと、それは東大寺の前身寺院である金鐘寺に属していた阿弥陀堂であろうという説をとなえた。
法華寺は皇后発願の寺院であり、国分尼寺という位置づけでありながら、伽藍の完成までには相当の歳月を要したとみられる。天平宝字6年（762年）の「作金堂所解（さくこんどうしょげ）」および「造金堂所解案」という文書を見ると、この時点で金堂の建立工事がまだ続いていたことがわかる。なお、法華寺造営のための役所であった造法華寺司は延暦元年（782年）に廃止されており、遅くともこの頃までには伽藍整備が完成していたと見られる。
発掘調査の結果、奈良時代の法華寺の境内は平城宮東宮の東に接し、北は一条条間路、南は二条条間路、東は東二坊大路、西は東一坊坊間路を境として、南北3町、東西2町に及んでいたことがわかった。創建当初の金堂や講堂は、現・法華寺南門のさらに南に位置し、金堂の南に中門、その南には東西両塔があったことがわかっている。さらに、境内南西部には天平宝字3年（759年）から翌年にかけて建立された阿弥陀浄土院があった。阿弥陀浄土院は、丈六の阿弥陀三尊像を本尊とし、『続日本紀』によれば、天平宝字5年（761年）、光明皇太后の一周忌がここで営まれている。
法華寺は平安京遷都以後は次第に衰微し、平安時代末期にはかなり荒廃していたことが当時の記録からうかがえる。治承4年（1180年）の平重衡の兵火では東大寺、興福寺が炎上し、法華寺も被害を受けたという。
鎌倉時代に入り、東大寺大仏殿の再興を果たした僧・重源は、建仁3年（1203年）、法華寺の堂宇や仏像を再興した。現在も寺に残る鎌倉時代様式の木造仏頭は、この再興時の本尊廬舎那仏（るしゃなぶつ）の頭部であると推定されている。さらに、その半世紀後、鎌倉時代中期の真言律宗の僧・叡尊によって本格的な復興がなされた。
その後、明応8年（1499年）12月、大和国に攻め込んできた細川政元の家臣赤沢朝経によって焼き討ちされると、永正3年（1506年）7月、再び攻め込んできた赤沢朝経によってまたも焼き討ちされた。そのうえ文禄5年（1596年）には慶長伏見地震にもあって、最終的には東塔以外の建物を失った。
現在の本堂、南門は慶長6年（1601年）に豊臣秀頼と母の淀殿が、鐘楼も翌慶長7年（1602年）に豊臣秀頼と淀殿が片桐且元を奉行として復興したものである。
江戸時代になり、後水尾天皇の養女・高慶尼が入寺して以来、当寺は尼門跡寺院となった。
宝永4年（1707年）、これまで兵火や地震の被害をまぬがれていた東塔が地震によって倒壊している。
法華寺は叡尊の時代以来、真言律宗における門跡寺院としての寺格を保っていたが、1999年（平成11年）に創建当時のように独立した寺に戻ることとなり、光明皇后にちなんで「光明宗」と名づけ離脱・独立した。
2010年（平成22年）5月6日 - 8日には光明皇后1250年大遠忌法要が実施された。

## 境内

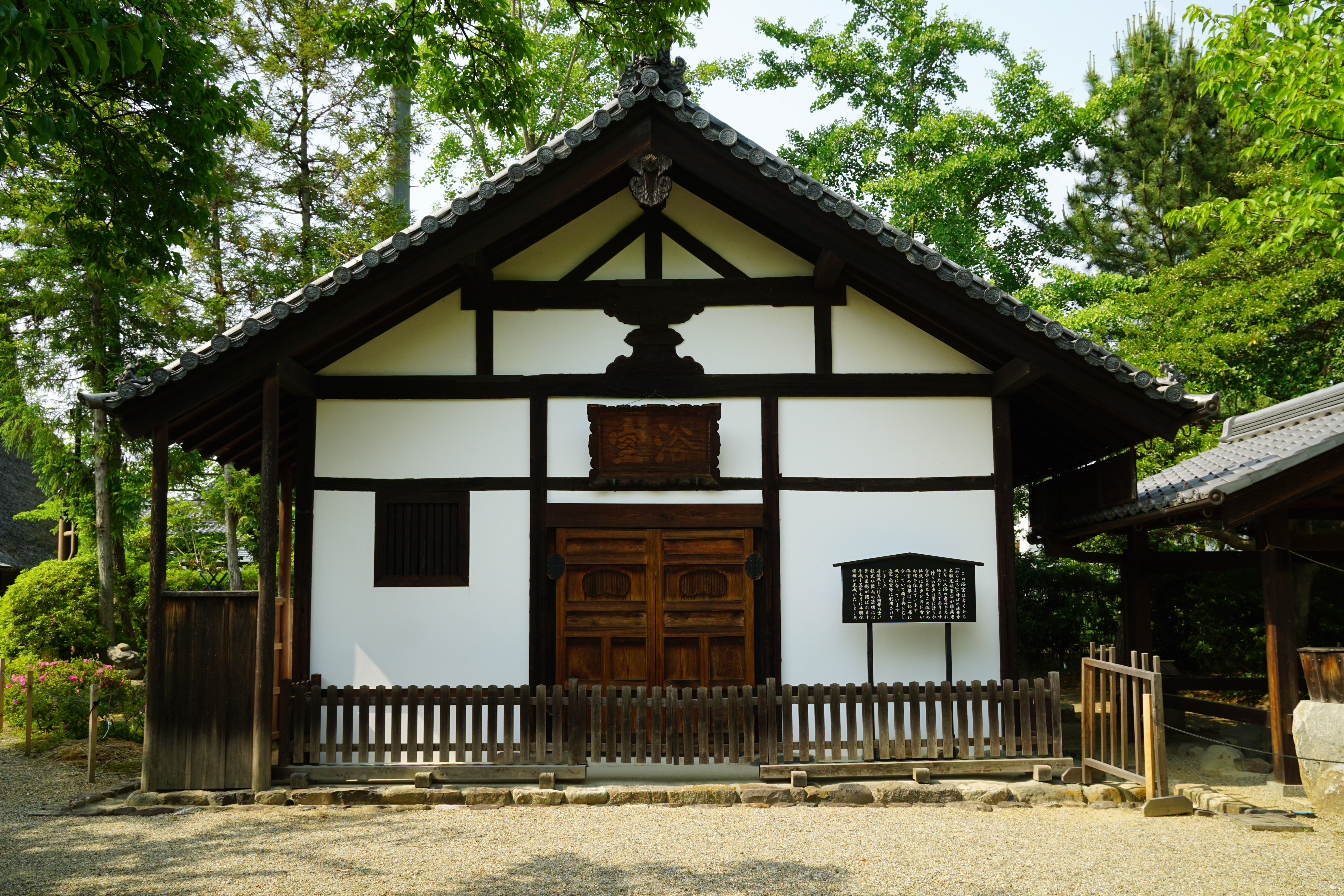
浴室（からぶろ）

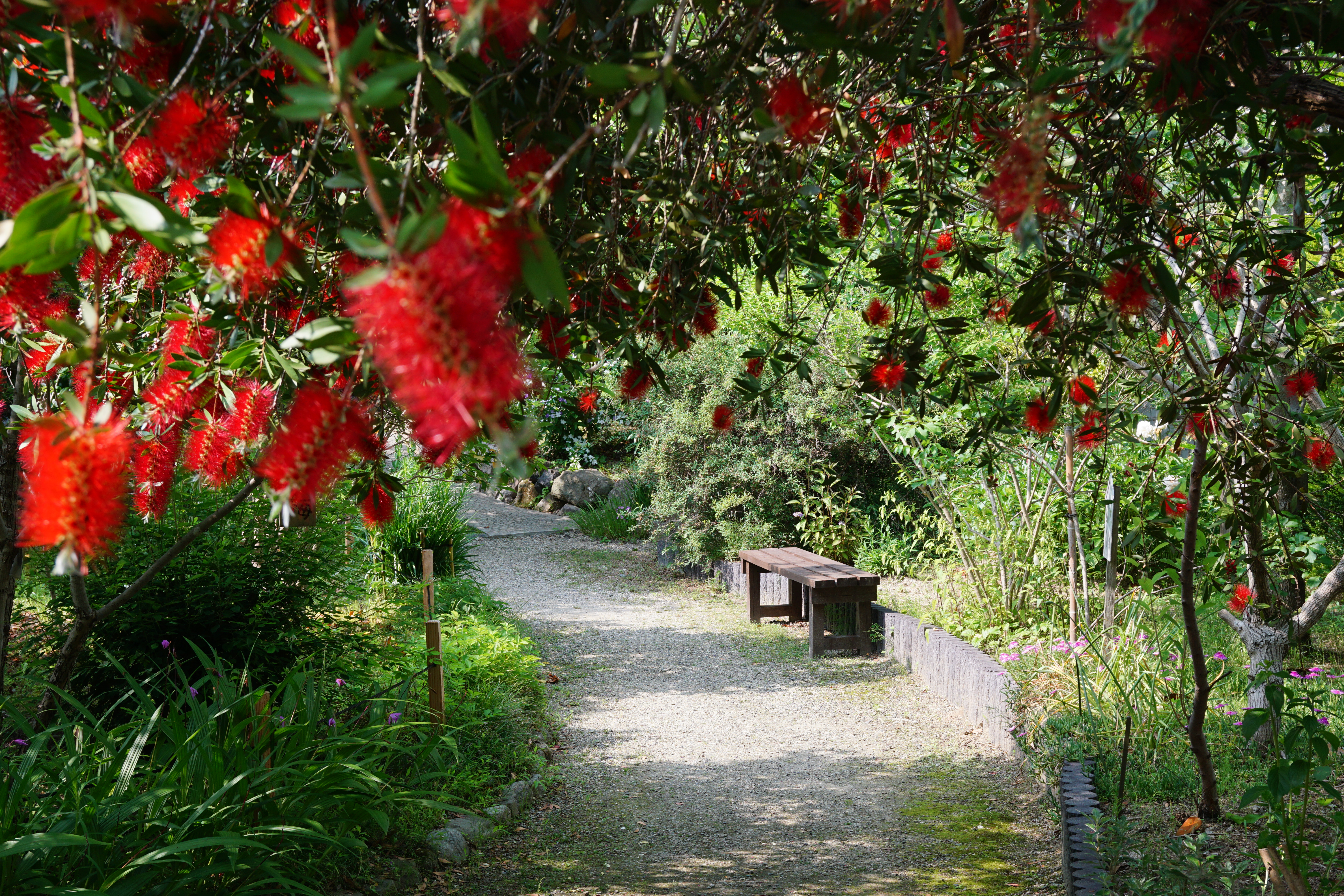
華楽園

- 本堂（重要文化財） - 慶長6年（1601年）豊臣秀頼と淀殿により片桐且元を奉行として再建。寄棟造、本瓦葺き。正面7間、側面4間。堂内厨子に本尊・十一面観音像（国宝）を安置する。高欄の擬宝珠（ぎぼし）に慶長6年の銘があり、当時は「講堂」と呼ばれていたことがわかる。慶長伏見地震の復興事業として建てられたもので、再建にあたっては、地震で倒れた前身建物の2棟の部材が再利用されている。部材に残る痕跡から復元される前身建物は、1棟が鎌倉時代、もう1棟が室町時代の建物で、前者が旧・金堂、後者が旧・講堂にあたると推定されている[6]。本尊の厨子は、特別公開期間以外は閉ざされているが、普段は代わりに松久朋琳作のご分身像が厨子の前に安置されている。
- 護摩堂 - 2004年（平成16年）再建。
- 鐘楼（鐘楼堂、重要文化財） - 慶長7年（1602年）豊臣秀頼と淀殿により片桐且元を奉行として再建。鬼瓦に慶長7年の刻銘があり、形式や細部からみてその頃の再興と考えられる。ただし、本堂と同様に、前身建物のものとみられる古い部材も混在している。二層建てとし、上層に鐘を吊る「袴腰付き鐘楼」であるが、上層に縁や高欄を設けない珍しい形式とする[7]。
- 薬師堂
- 稲荷神社
- 横笛堂 - かつて南門を出て左側の飛地境内にあったが、赤門の東側に移築されている。『平家物語』や高山樗牛の小説『滝口入道』で知られる悲恋物語のヒロイン・横笛が尼となった後に住んだとされる建物。横笛が手紙の反故（ほご）で自らの姿を作ったという伝承のある張り子の横笛像（高さ約30センチメートル）が安置されていたが、本堂に移されている。室町時代以前に建てられたもので、当寺に現存する建物の中で最も古い。
- 庭園「華楽園」
- 浴室（からぶろ、重要有形民俗文化財） - 光明皇后が千人の垢を自ら流したという伝説のある蒸し風呂である[8]。それ以来古例に倣って尼僧ではなく庶民のために使用していたとされる。現存の建物は江戸時代の明和3年（1766年）再建のものである。建造物としてではなく、民俗文化財として国の指定を受けている。
- 茶室「慶久庵」
- 中門
- 東室
- 光月亭（奈良県指定有形文化財） - 奈良県添上郡月ヶ瀬村（現・奈良市）大字月ヶ瀬にあった旧東谷家住宅を1971年（昭和46年）に移築したもの。
- 東書院
- 高照会館
- 庫裏
- 玄関（奈良県指定有形文化財） - 寛文13年（1673年）再建。
- 客殿
- 客殿上の御方（奈良県指定有形文化財） - 江戸時代前期築。
- 庭園（国指定名勝） - 江戸時代前期の作庭。
  - 前庭
  - 内庭
  - 主庭
- 仔犬の庭
- 土蔵
- 慈光殿 - 1979年（昭和54年）建立。宝物殿。
- 南門（重要文化財） - 慶長6年（1601年）豊臣秀頼と淀殿により片桐且元を奉行として再建。切妻造・本瓦葺の四脚門。
- 赤門（東門） - 江戸時代中期築。
- 天王宮法華寺神社 - 法華寺の南にある鎮守社。

## 十一面観音像

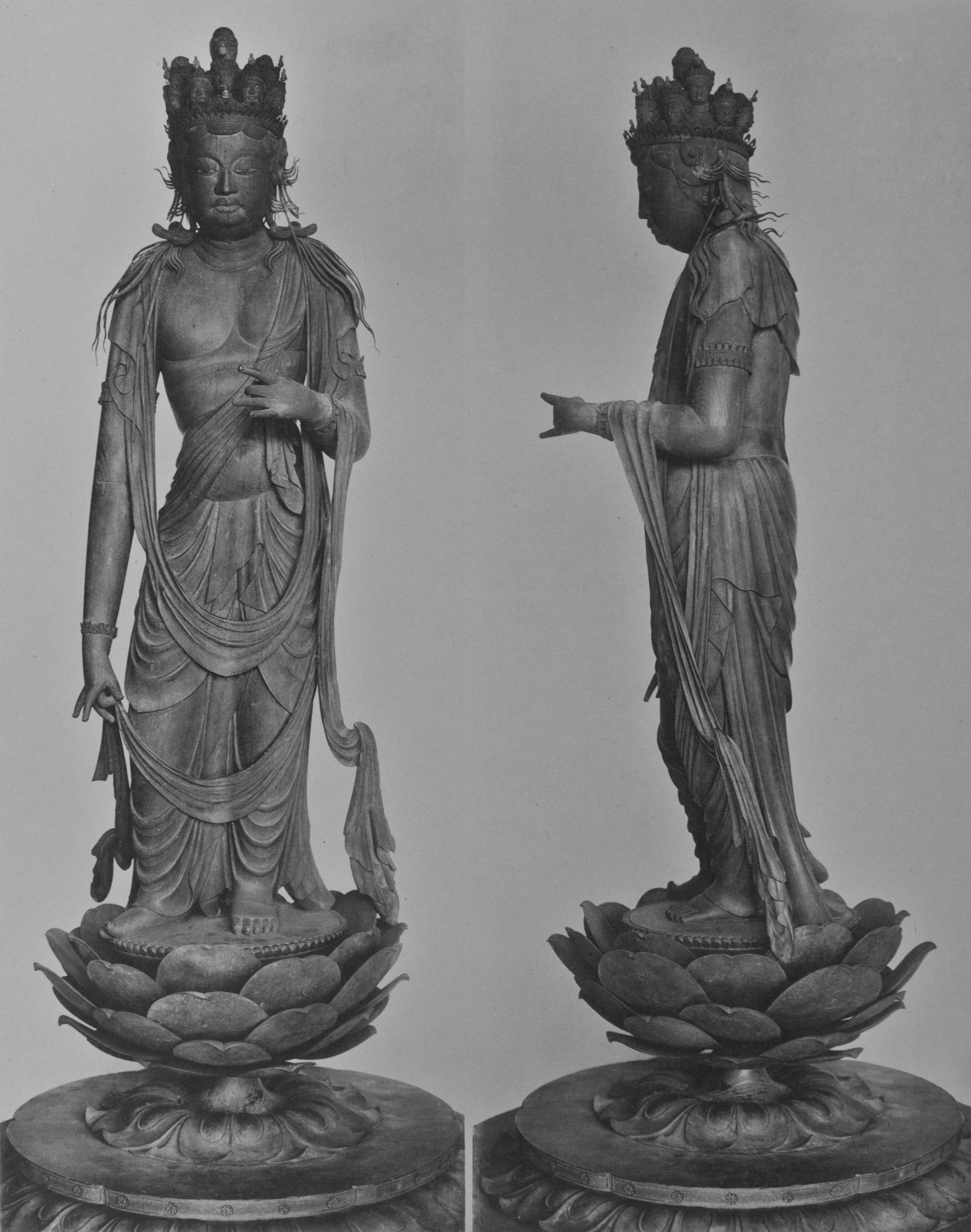
十一面観音像

国宝。法華寺の本尊。像高1.00メートル。本堂の厨子内に安置する。平素は非公開で、春と秋に期日を限って開扉される。「天竺（インド）の仏師・問答師が光明皇后の姿を模してつくった」という伝承をもつが、実際の制作は平安時代初期、9世紀前半と見られる。この伝承は『興福寺濫觴記（らんしょうき）』にみられるもので、それによると、乾陀羅国（今のパキスタン北部、ガンダーラ）の見生王は生身（しょうじん）の観音を拝みたいと熱望していた。王はある夜の夢で「生身の観音を拝みたければ日本の光明皇后を拝めばよい」と告げられたので、問答師という仏師を日本へ遣わした。問答師は光明皇后をモデルに3体の観音像を造り、そのうちの1体が法華寺の観音であるという。
像はカヤ材の一木造。保存状態もよく、平安時代彫刻を代表する作品の1つである。制作当初から彩色や金箔を施していない素木像で、髪、眉、ひげなどに群青、唇に朱、白目に白色を塗り、瞳、肩に垂れる髪、冠や腕釧などに銅板を用いるほかは、木肌の美しさを生かした素地仕上げとする。両手首から先や天衣の遊離部分など、ごく一部を別材とするほか、頭・体の主要部から、蓮華座の中心部分、その下の心棒まで一材から彫り出した一木造である。経典には十一面観音像は檀像、つまり香木のビャクダン（白檀）を用いて造るべきことが説かれているが、ビャクダンを産しない日本では、カヤ材で素木仕上げの像を檀像とみなしていた。本像も檀像として造られたものと思われる。台座は像の蓮華の下を1本の細い茎で支える、珍しい形式のものである。光背も他にほとんど例をみない形式のもので、ハスの未開の花と葉を表している。この光背は1905年（明治38年）の補作だが、古い光背を踏襲して造ったものである。
像は左脚に重心を置き、右脚を遊ばせ、右足の第1指がやや持ち上がって、歩み出そうとする瞬間を表現したかのようである。右腕を極端に長く表現するのは、仏の三十二相八十種好の一つである「正立手摩膝相（しょうりゅうしゅましつそう）」を表したものである。本像の顔貌表現、胸部と大腿部の量感を強調したプロポーション、太いひだと細く鋭いひだを交互に刻む翻波式衣文（ほんぱしきえもん）などは平安初期彫刻特有の様式である。和辻哲郎（『古寺巡礼』）、亀井勝一郎（『美貌の皇后』）はいずれもこの像の表現を豊満な女体に例えて賛美している。
本像は当初からの本尊ではなく、近世初頭に本堂が再興された際に本尊とされたものと考えられている。建保4年（1216年）頃成立の『諸寺建立次第』という史料によると、当時法華寺の本尊は大日如来であり、その背後に白檀の観音像があると記されている。近世の地誌である『和州寺社記』（寛文6年・1666年）には、現在と同様、本堂の本尊とされている。

## 文化財

### 国宝
- 木造十一面観音立像 - 解説は前出。
- 木造維摩居士坐像 - 奈良時代末期。2017年度に国宝に指定[13][14]
- 絹本著色阿弥陀三尊及び童子像 - 平安時代末 - 鎌倉時代初期の仏画。3幅からなり、正面向きの阿弥陀如来のみを大きく表した1幅、向かって右向きの観音菩薩と勢至菩薩を表した1幅、幡を持つ童子を表した1幅がある。サイズは阿弥陀如来幅が185.5x146.1センチメートル、観音・勢至菩薩幅が186.4x173.6センチメートル、童子幅が183.3x55.2センチメートルである。阿弥陀如来像と他の2幅とでは、様式や表現形式に差がみられ、阿弥陀像は正面向きに静的に表現されるのに対し、観音・勢至像と童子像には動きが感じられる。阿弥陀像は着衣の文様や台座蓮弁の筋などを朱線で描き、金銀色を用いないのに対し、観音・勢至像と童子像には金泥や截金が用いられ、色彩も具色（中間色）を用いている。諸尊がいずれも雲上に表されることなどから、本作は阿弥陀来迎図として制作されたとみられるが、阿弥陀像の印相は来迎印ではなく説法印である。勢至菩薩像が合掌する形でなく、幡蓋を持つ形に表される点も図像的に特異である。以上のことから、これら3幅を一具の作とみるかどうか、またどのような場所や用途で用いられた作品であるかについては諸説ある。奈良国立博物館に寄託[15]。

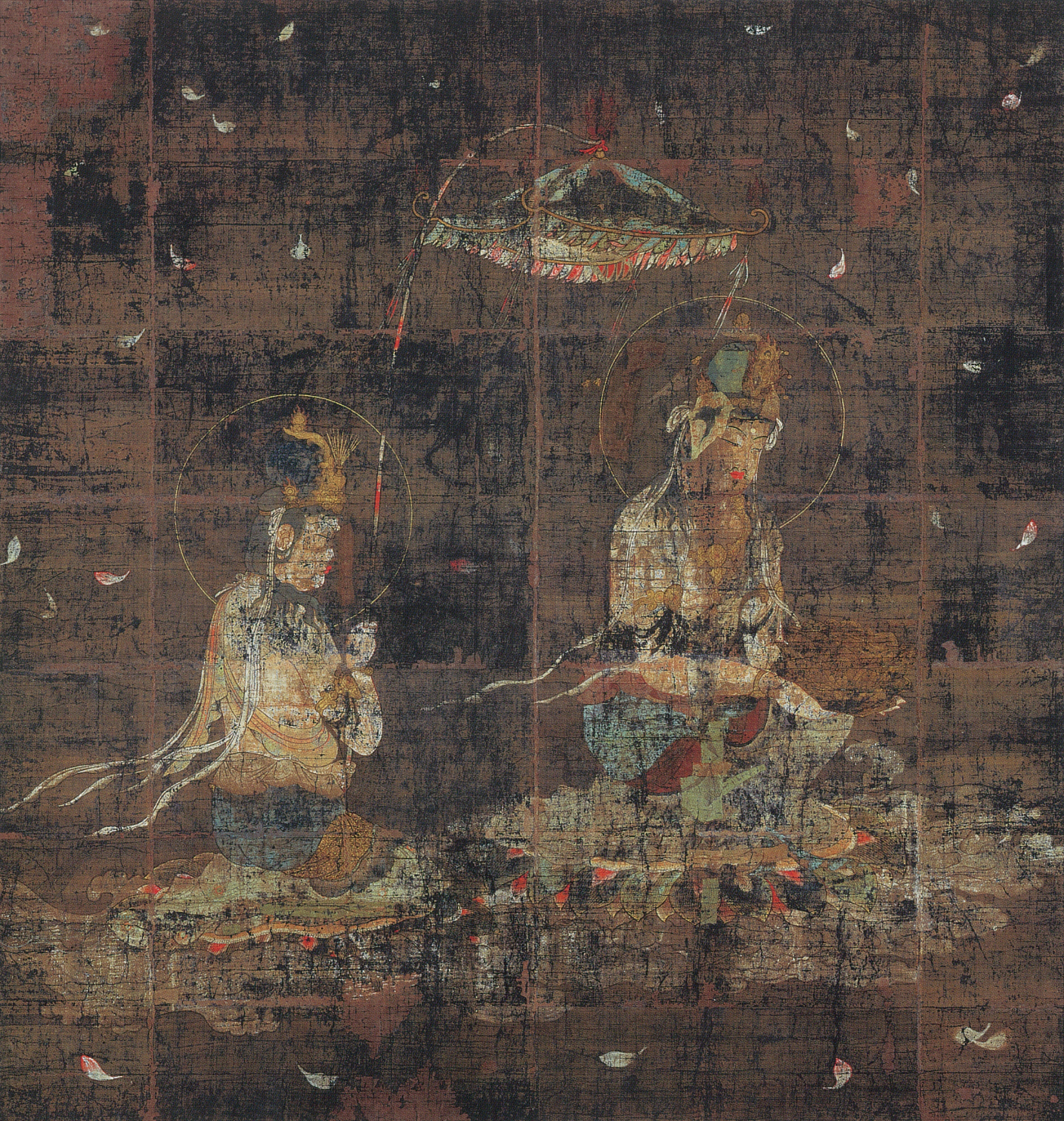
観音菩薩（右）・勢至菩薩（左）
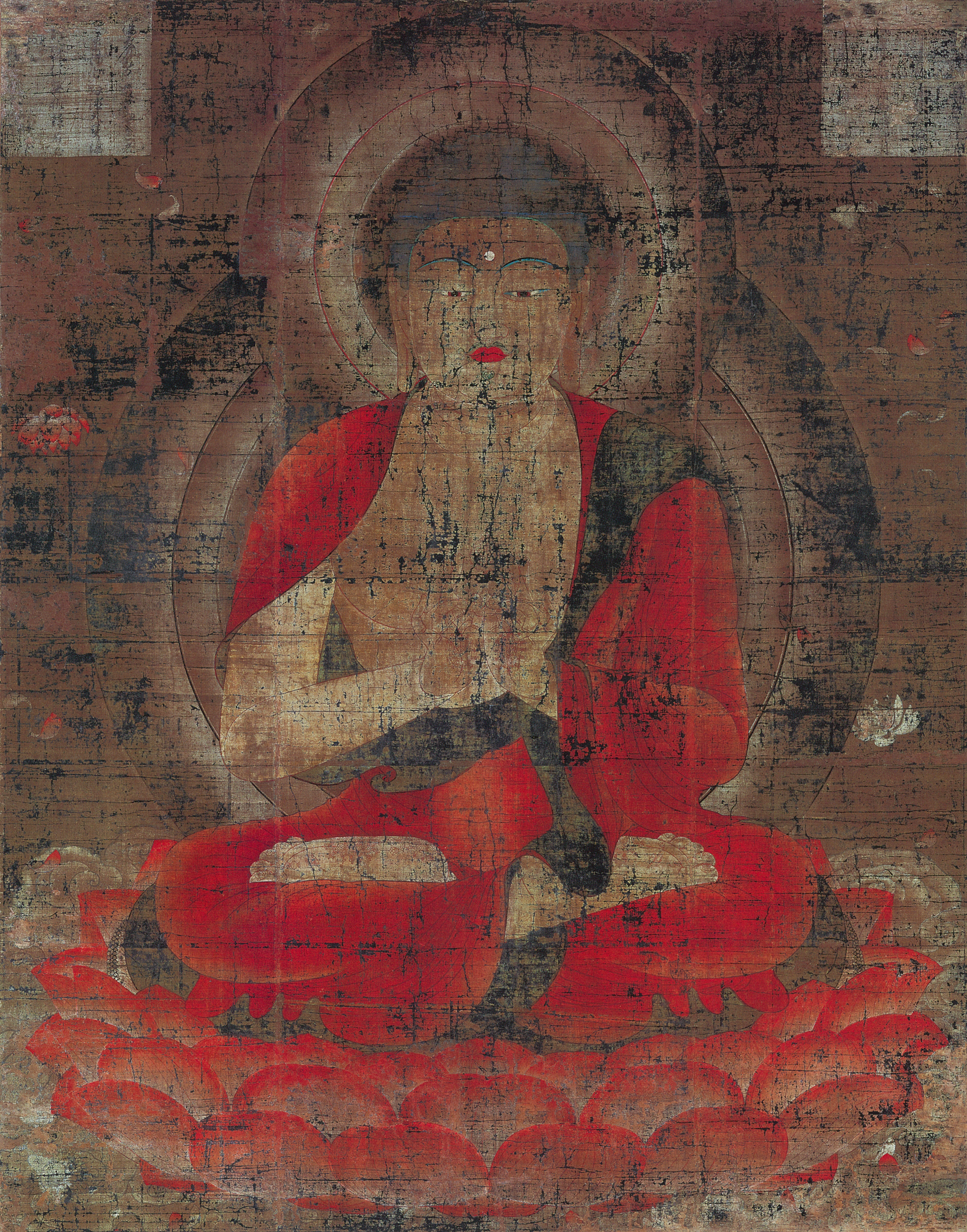
阿弥陀如来
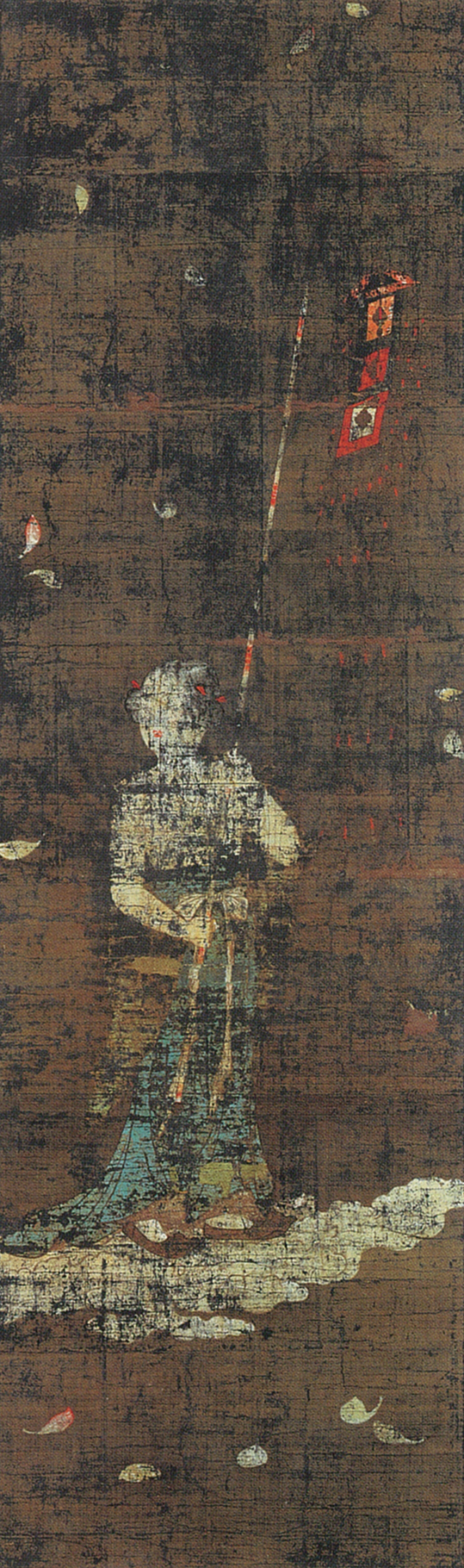
童子

### 重要文化財
- 本堂
- 鐘楼（鐘楼堂）
- 南門

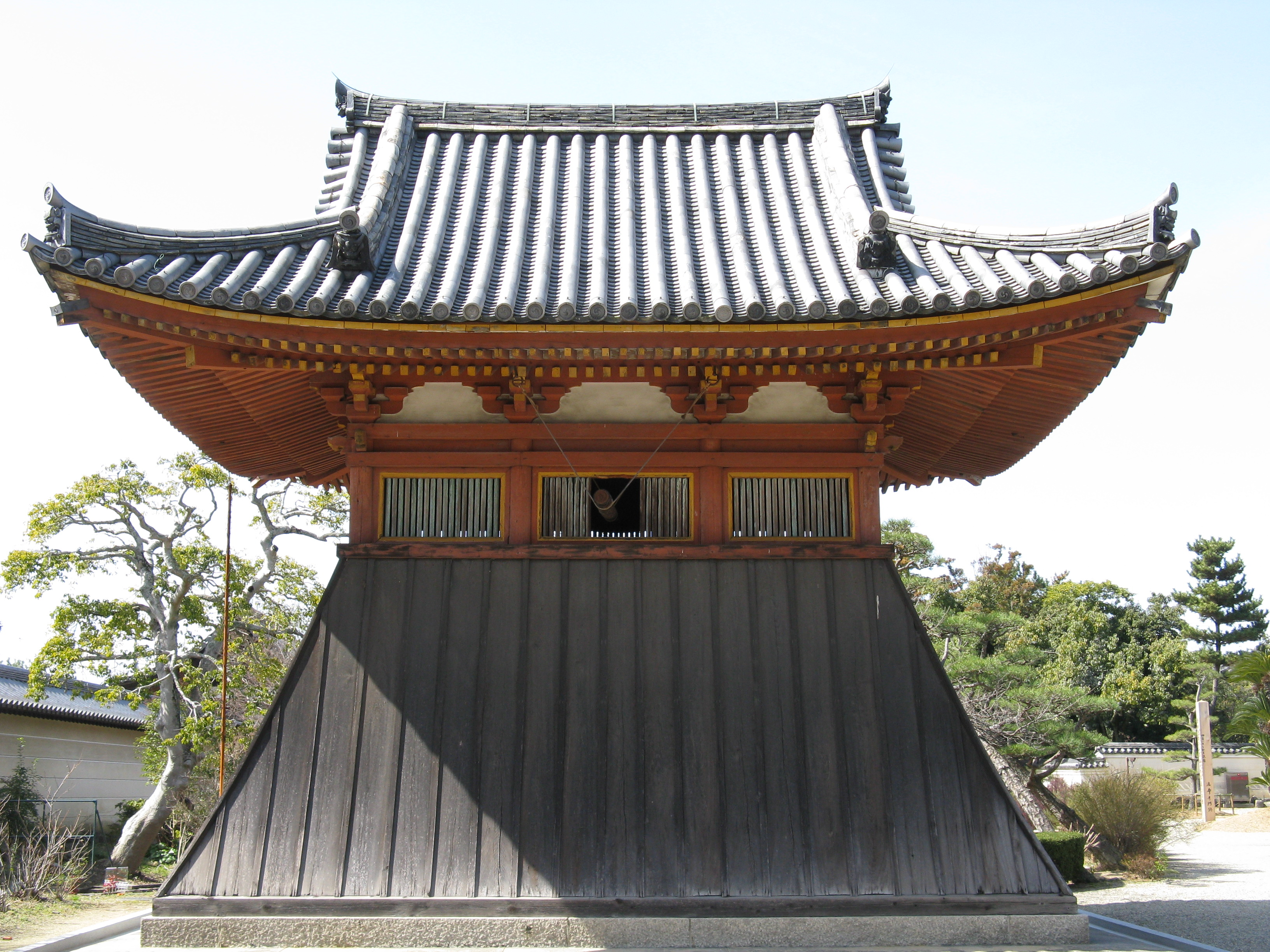
鐘楼（鐘楼堂）

- 木造天部形（てんぶぎょう）頭部2箇（伝・梵天帝釈天）・木造左腕部1箇[16] - 奈良時代末 - 平安時代初期
- 木造仏頭 - 鎌倉時代
- 叡尊自筆書状 四月十日 法花寺宛
- 法華寺縁起類 3巻1冊
  - 法華寺舎利縁起 1巻
  - 法華滅罪寺縁起 1巻
  - 法華寺結界記 1巻
  - 法華滅罪寺年中行事 1巻[17]。

出典：2000年までの国宝・重要文化財指定物件については、『国宝・重要文化財大全 別巻』（所有者別総合目録・名称総索引・統計資料）（毎日新聞社、2000）による。

### 国の史跡
- 法華寺旧境内 - 法華寺境内と阿弥陀浄土院跡からなる。阿弥陀浄土院跡からは、池を伴う浄土式庭園の遺構が検出され、この種の庭園としては日本で最古のものとされている。

### 国の名勝
- 法華寺庭園

### 重要有形民俗文化財
- 法華寺のカラブロ（附 明和三年銘棟札、井戸）

### 奈良県指定有形文化財

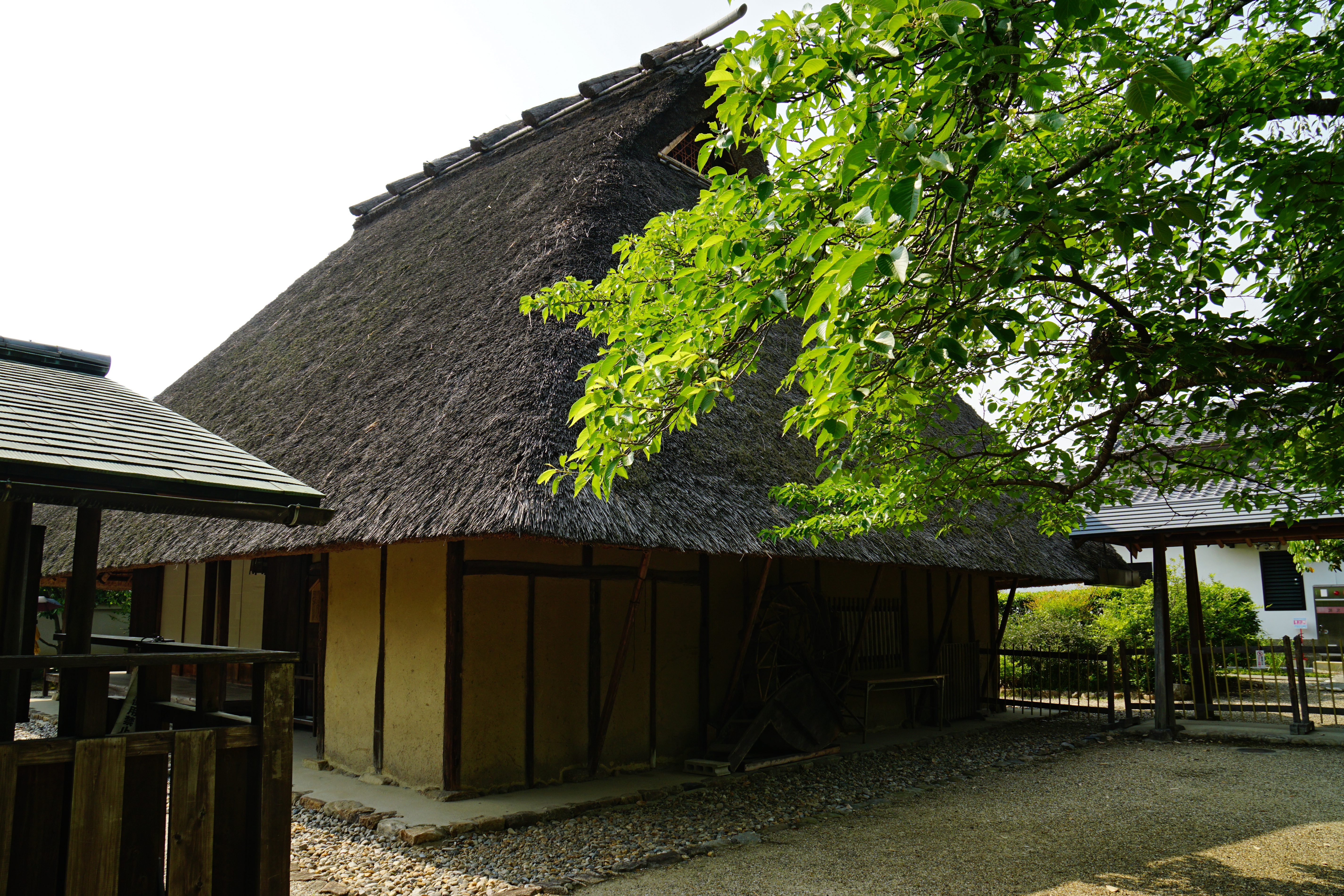
光月亭

- 玄関
- 客殿上の御方
- 光月亭

### 奈良市指定有形文化財
- 絹本著色青面金剛像 1幅
- 絹本著色慈真和尚像 1幅

## 行事

### 年中行事
- 修正祭 1月 1日より3日間
- 節分会（星まつり） 1月28日 - 2月3日
- 古代ひな人形展 3月1日 - 3月18日
- 初午祭 3月初午の日
- 涅槃会 3月15日
- 彼岸会 春秋皇霊祭を中心に7日間
- 雛会式（ひな会式） 4月1日より7日間
- 開祖光明皇后 1250年大遠忌法要 2010年（平成22年）5月6日 - 8日
- からふろ（浴室） 6月12日
- 象鼻杯 6月27日
- 蓮華会 7月17日
- 地蔵会 7月23日
- 盂蘭盆会 8月13日 - 8月15日
- 天王宮祭 10月17日
- お火焚き祭 12月8日

### 月例行事
- 光明写経 毎月第4木曜日 9時30分 - 15時30分
- 護摩祈願 毎月28日 10時 -

### 特別公開等
- 本尊開扉
  - 春季 3月20日 - 4月7日、6月5日 - 6月9日

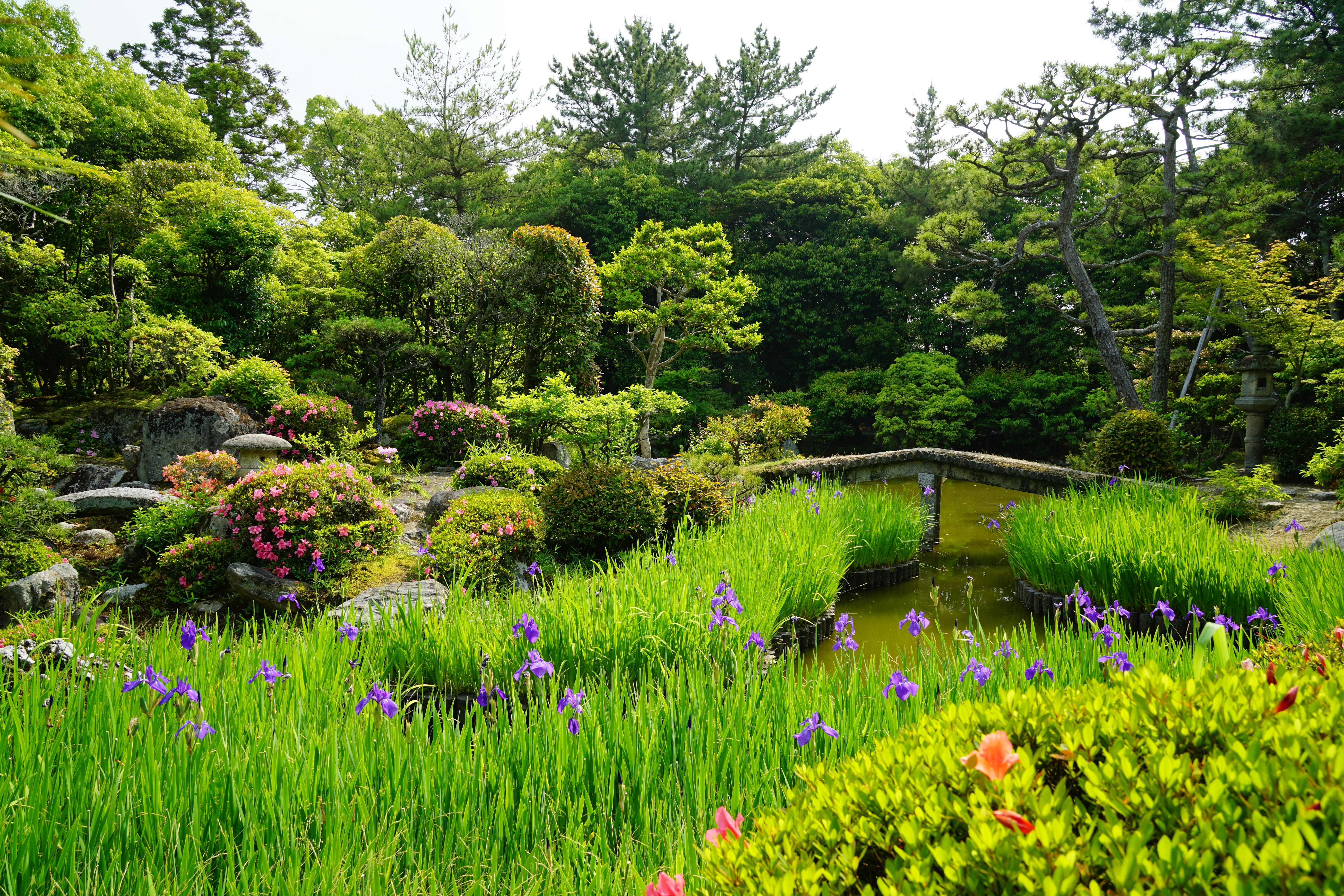
法華寺庭園（国の名勝）

  - 秋季 10月24日 - 11月12日
- 法華寺庭園（国の名勝） 名勝庭園公開
  - 春季 4月1日 - 6月9日
  - 秋季 10月24日 - 11月12日
- 慈光殿公開
  - 春季 3月20日 - 4月30日
  - 秋季 10月24日 - 11月12日

## 前後の札所
神仏霊場巡拝の道
21 大神神社　-　22 法華寺　-　23 西大寺

## アクセス
- 奈良駅（JR西日本）・近鉄奈良駅より奈良交通バス（西大寺駅・航空自衛隊行き）「法華寺」下車すぐ
- 近鉄大和西大寺駅より奈良交通バス（JR奈良駅行き）「法華寺」下車すぐ
- 新大宮駅（近鉄奈良線）より徒歩20分

## 周辺
- 海龍王寺
- 不退寺
- 平城京跡